# Saison 2006-2007 du Racing Club de Strasbourg
Maillots
Chronologie
Saison précédente Saison suivante
La saison 2006-2007 du Racing Club de Strasbourg voit le club disputer le championnat de France de Ligue 2. Le club remplira son objectif initial qui était la remontée immédiate en Ligue 1.

## Avant-saison

### Objectif du club
Lors de la saison 2005-2006, le racing ne poursuit pas sur la lancée de la fin de saison 2004-2005, il tombe rapidement les bas-fonds du classement et n'arrive pas à en sortir. Il est donc logiquement relégué en Ligue 2. L'objectif du club est la remontée immédiate en Ligue 1. Les favoris pour la montée sont le FC Metz, le SM Caen et Amiens SC.

### Recrutement
Après la relégation, le club choisit de s'offrir des joueurs expérimentés, comme l'international luxembourgeois Jeff Strasser ou encore l'international camerounais Hervé Tum. Cependant, le club enregistre les départs du défenseur Arthur Boka et des attaquants Mickaël Pagis et Amara Diané.

### Effectif professionnel

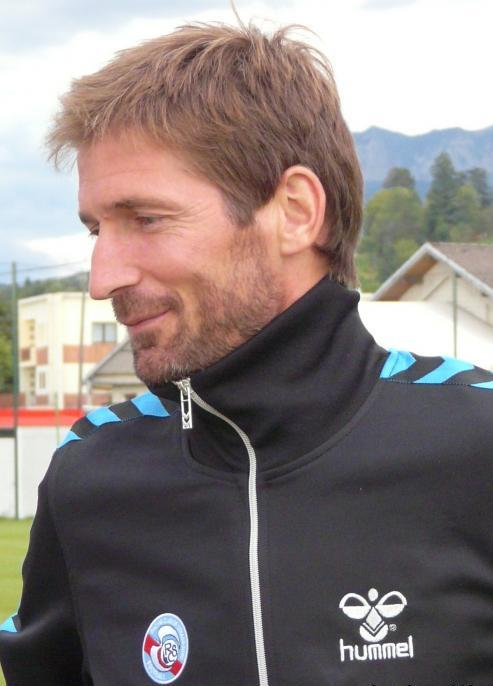
Stéphane Cassard est le gardien de but titulaire du club.

## Joueurs et encadrement

### Encadrement
| \| Cassard Vergerolle (Abou) Bellaïd Strasser (Ekobo) Deroff Cohade Lacour Abdessadki Johansen Tum (Gameiro) Mouloungui \| Équipe-type de la saison 2006-2007 |
| Cassard Vergerolle (Abou) Bellaïd Strasser (Ekobo) Deroff Cohade Lacour Abdessadki Johansen Tum (Gameiro) Mouloungui                                          |

L'équipe première est entrainée par l'ancien joueur international français Jean-Pierre Papin, qui effectue sa première expérience d'entraîneur professionnel après avoir entraîné Arcachon en Division d'Honneur, son adjoint est Sébastien Migné.
Le président du club est Philippe Ginestet depuis décembre 2005, il démissionnera à la fin de la saison 2008-2009 pour laisser la place à Léonard Specht.

### Tactique et équipe type
Le Racing Club de Strasbourg évolue principalement dans un schéma de jeu en 4-4-2 avec quatre défenseurs, quatre milieux de terrain et deux attaquants. Le gardien titulaire est Stéphane Cassard. Dans cette équipe type, les arrières latéraux sont Yves Deroff à droite et Jean-Christophe Vergerolle à gauche après le départ d'Arthur Boka. Leurs places de titulaire a longtemps été remise en cause, mais l'absence de concurrence pousse Jean-Pierre Papin à les titulariser. La défense centrale se compose de Habib Bellaïd, formé au club, et de l'international luxembourgeois Jeff Strasser. Au milieu de terrain, on trouve Renaud Cohade, qui est par ailleurs le tireur de penalty, et Guillaume Lacour qui sont le socle de l'équipe strasbourgeoise et sont les premières rampes de lancement des attaques. Lorsque l'un des deux est indisponible, c'est Eugène Ekobo ou Pascal Johansen qui complète l'entrejeu. Sur les ailes, c'est le capitaine Yacine Abdessadki qui occupe le couloir droit et Pascal Johansen le gauche. Le gabonais Éric Mouloungui et le camerounais Hervé Tum se partagent le front de l'attaque.

## Ligue 2

### Début de saison difficile: Journées 1 et 2
Les strasbourgeois entament le championnat avec un match à domicile au Stade de la Meinau face à Dijon. Le match s'achèvera sur un score nul et vierge devant 15 000 spectateurs. Lors du match suivant qui l'oppose à Amiens, un des favoris pour la montée en Ligue 1, le RC Strasbourg s'incline 1 - 0 sur un but de Nicolas Raynier.

### Remontée au classement: Journées 3 à 10

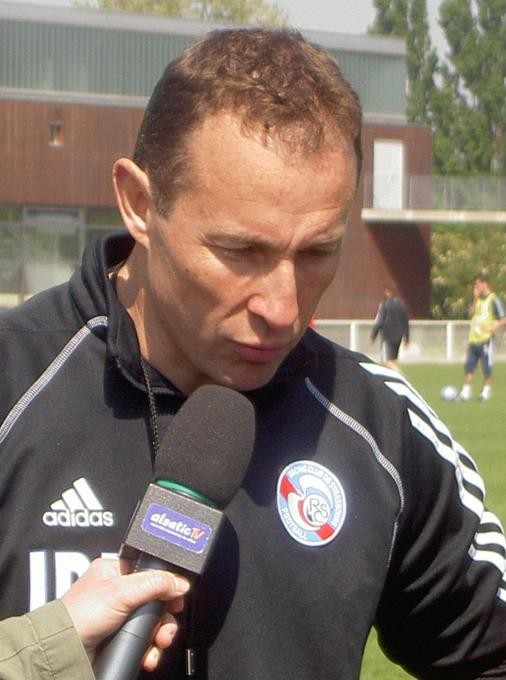
L'entraîneur Jean-Pierre Papin en 2006.

Pour le compte de la troisième journée de Ligue 2, le racing reçoit Montpellier, alors lanterne rouge du classement. Au cours d'un match très engagé avec notamment l'expulsion du montpelliérain Ludovic Clement dès la demi-heure de jeu, ce sont les alsaciens qui remportent le match sur le score de 2 - 0 grâce à un doublé sur coup de pied arrêté de l'international ivoirien Arthur Boka. Lors de la quatrième journée, les strasbourgeois se déplacent à Niort. Menés 2 buts à zéro dès la vingtième minute, le racing semble sombrer et des lacunes défensives apparaissent. À la trentième minute, l'entraîneur Jean-Pierre Papin décide de remplacer un Loué très décevant par l'attaquant bulgare Dimitar Rangelov.
Dès lors, le racing reprend des couleurs et le capitaine Yacine Abdessadki montre l'exemple en réduisant l'écart, puis c'est le défenseur Eugène Ekobo qui met les équipes à égalité à la pause. Aucun autre but ne sera marqué par la suite et le racing obtient le point du match nul.
Lors de la cinquième journée, les strasbourgeois accueillent Guingamp, le match se termine par une victoire des hommes de JPP 2 – 0 grâce aux premières réalisations des attaquants Jérémy Perbet et du camerounais Hervé Tum. Le prochain adversaire du racing en championnat est le Tours FC. Dans un match très moyen, les strasbourgeois obtiennent le match nul mais semblent fatigués, ce qui est dû aux efforts effectués en Coupe de la Ligue face à Châteauroux quelques jours plus tôt.
Lors de la trêve internationale, le racing joue un match amical et fait match nul contre le club suisse du FC Zurich au Colmar Stadium le 2 septembre. L'entraineur Jean-Pierre Papin en profite pour faire tourner son effectif. Le championnat reprend avec la réception de Châteauroux à la Meinau, qu'il a déjà affronté et battu en Coupe de la Ligue. Dans un match "de grande qualité", le racing marque rapidement par Hervé Tum, les castelroussins sont recroquevillés en défense et le racing inscrira un second but par Dimitar Rangelov dans les dix dernières minutes. Cette rencontre est également la première de l'international luxembourgeois Jeff Strasser, en provenance du Borussia Mönchengladbach. Le racing enchaîne un déplacement à Créteil, un club modeste qui joue le maintien, et marque rapidement par une superbe reprise de volée de Romain Gasmi. Par la suite, les strasbourgeois marqueront un deuxième but par l'intermédiaire de Dimitar Rangelov, malgré la pression incessante des cristoliens.
Pour la première "affiche" de la saison, les alsaciens accueillent Le Havre, candidat déclaré à la montée, avec le futur gardien international français Steve Mandanda et ses attaquants Kandia Traoré et Jean-Michel Lesage, futur meilleurs buteurs de Ligue 2 avec 18 buts. La première mi-temps est assez terne, Habib Bellaïd sauvant même un tir de Traoré sur sa ligne. La deuxième mi-temps sera plus prolifique en buts, Ali Mathlouthi et Frédéric Fouret marquant pour leur équipe respective. Les équipes se quittent sur un match nul. Après un premier match test, le racing doit effectuer un déplacement périlleux en Corse à Ajaccio. Les hommes de Jean-Pierre Papin ouvrent rapidement le score, et doublent la mise dès le début de seconde mi-temps. Mais la réduction du score par Seïd Khiter met en doute les strasbourgeois et Jean-Jacques Mandrichi remet les équipes à égalité.

### Le centenaire et la place dans le trio de tête: Journées 11 à 14
À l'occasion du centenaire du club, le Racing Club de Strasbourg organise un match de gala contre l'Olympique de Marseille. Devant plus de 15 000 spectateurs, les 2 équipes n'offre pas un spectacle de grande qualité et le racing s'incline 1-0. Mais l'essentiel était ailleurs, le public a acclamé l'entrée des champions de France 1979 et le kop de supporters a déployé une gigantesque banderole célébrant le centenaire.

### Classement
Le racing termine à la troisième place du championnat de Ligue 2 2006-2007. Ils totalisent 70 points, soit un de plus que Amiens. De plus, ils marquent 47 buts et en encaissent 33. Les deux autres promus en Ligue 1 sont le FC Metz et le SM Caen tandis que les trois relégués sont Créteil, Istres et le Tours FC.
| # | Club          | Joués | V  | N  | D  | bp | bc | +/- | Points |
| - | ------------- | ----- | -- | -- | -- | -- | -- | --- | ------ |
| 1 | FC Metz       | 38    | 22 | 10 | 6  | 54 | 22 | +32 | 76     |
| 2 | SM Caen       | 38    | 19 | 14 | 5  | 65 | 40 | +25 | 71     |
| 3 | RC Strasbourg | 38    | 19 | 13 | 6  | 47 | 33 | +14 | 70     |
| 4 | Amiens SC     | 38    | 21 | 6  | 11 | 57 | 42 | +15 | 69     |
| 5 | Grenoble Foot | 38    | 15 | 14 | 9  | 51 | 39 | +12 | 59     |